# Ронеат
Ронеат је врста ксилофона који се употребљује у камбоџанским оркестрима пинпеат и мохори. Ови оркестри су главни заступници традиционалне хмерске музике која се свира на краљевском двору те која прати представе класичног позоришта.
Звучне плочнице ове врсте ронеат ксилофона су објешене у низу као висећи мост над дрвеним звучним телом, не додирујући га.
Има два различна ронеат ксилофона, ронеат ек и ронеат тунг. Ронеат ек свира тему мелодије, служи као помоћ оријентације за друге свираче у оркестру. Ронеат тхнг прати ронеат ек искићући главну мелодију; његове плочнице су подешене дубље него оне ронеат ек ксилофона.